# Isopterygium argyroleucum
Isopterygium argyroleucum är en bladmossart som beskrevs av Bescherelle 1880. Isopterygium argyroleucum ingår i släktet Isopterygium och familjen Hypnaceae. Inga underarter finns listade i Catalogue of Life.